# 遺民
遺民或稱舊民，指原来的民人，一般是指某个地域的原住民。引申为改朝換代後，上一个时期或者朝代的人民，或指淪陷區之百姓、不事異朝之百姓。又可依年齡稱為遺少、遺老。《左传·哀公四年》：“司马致邑，立宗焉，以诱其遗民，而尽俘以归。”

## 起源
遺民起源甚早。周代武王克殷之後，有伯夷、叔齊因不食周粟而餓死首陽山。

## 宋遗民
宋朝養士最厚。南宋滅亡後，許多讀書人不仕，以侍奉蒙古人為恥。南宋遺民謝枋得承認，“大元制世，民物一新”，“宋室孤臣，只欠一死”。

## 明遗民
明代知識份子階層亦是以重氣節為人格標準，也是歷史上最為著名的一輩遺民。許多明代學者以侍奉滿清為奇恥大辱，又因滿清以屠殺手段為威脅的剃髮易服係古今未見之殘酷弊政，使得晚明知識份子深惡痛疾。他们生活极其艰难，过着清贫的日子，甚至面临饿死的危险。一定數量的明代遺民躲避到臺灣、緬甸、越南、朝鮮、日本等地。尤以流落日本但至死不忘故國的晚明學者朱舜水，其遺臣性格與儒家思想，讓德川光圀深感未有易姓革命和異族統治的日本方是中華思想的正統繼承者；德川光圀遂發奮編纂《大日本史》以揚正統，導致尊王攘夷思想之催生。

## 遺民不世襲
徐介之父徐灏為崇祯进士，曾官武陵（今湖南常德）知县。明亡后，徐介不参加科举考试，終生穿丧服，以遗民自居，“白衣冠垂五十年”。徐介雖不當官，卻認為“遗民不世袭”，曾對應撝謙說：“吾辈不能永锢其子弟以世袭遗民也，亦已明矣。然听之则可矣；又从而为之谋，则失矣。”